# 지홍원
지홍원(池弘源, 1939년 ~)은 대한민국의 제29대 대구고등법원장 등을 역임한 법조인이다.

## 생애
1939년에 경상북도 청도군의 충주 지씨 집안에서 태어나 수창초등학교를 졸업하였으며 고등학교 다닐 때 국전에 미술 작품을 출품하여 입상하였다. 이후 서울대학교 법학과를 졸업하고 제14회 고등고시 사법과에 합격해 판사에 임용되었다.
1966년 11월 16일에 청주지방법원과 청주지방법원 충주지원 판사를 겸직하여 재임명되었으며 1973년 4월 1일 청주지방법원 영동지원 판사,  1980년 8월 20일에 부산지방법원 부장판사에 임명되면서 재판연구관 지명 해제되었다. 1981년 4월 21일에 서울민사지방법원 판사를 하다가 1988년 7월 14일에 서울고등법원 부장판사로 전보되었다.
법원장으로 승진하여 1992년 8월 8일에 서울지방법원 북부지원, 1993년 10월 15일 창원지방법원, 1994년 7월 21일에 서울가정법원, 1995년 2월 21일에 광주고등법원에서 법원장으로 임명되었다가 1995년 11월 23일에 전보된 대구고등법원장을 마지막으로 1999년 10월에 공직에서 물러났다.
판사로 재직하던 법원 내에서 '생불'로 통할 정도로 화를 내는 법이 없는 지홍원은 민사소송법을 주된 전공으로 삼아 '소송물에 관한 소고' 등 다수 논문을 발표하였으며 그림에도 조예가 깊어 1996년 6월 7일부터 6월 9일까지 서울갤러리에서 작품을 출시한 지홍원은 제2회 명사 미술전을 개최했다.
북부지원장에 재임할 때인 1993년 공직자 재산 공개에서대구광역시 동구의  논, 달서구의 대지, 서울 강남구 주택, 서울 종로구 점포와 예금을 소유한 본인과 부산 금정구의 대지와 현금 채무를 신고한 배우자, 경북 문경의 산, 대구 달서구의 대지, 대구 중구의 주택을 신고한 어머니 등 586,972(만원)의 재산을 신고하여 사법부 내에서 상층부를 형성했다.
공직에서 물러난 이후 지홍원 법률사무소를 개업하고 있을 때 2017년 2월 25일에 임기 4년의 성덕대학교 학교법인 윤정학원 이사장에 임명되었다.

## 주요 판결
- 서울형사지방법원 항소3부 재판장으로 재직하던 1985년 11월 14일에 삼민투 집시법 위반으로 구속된 고려대 학생 이근수(21세) 등 3명에 대해 항소심 선고공판을 열고 이근수와 경희대생 신언직(21세)에게 징역1년, 중앙대생 형윤욱(23세)에게 징역8월 집행유예2년을 선고했다.[16]

- 대구고등법원 제1형사부 재판장으로 재직하던 1987년 5월 13일에 부부 싸움을 하다 부인을 때리고 실신시켜 전선으로 목을 졸라 죽였으나 강도범행으로 위장하였다가 살인죄로 1,2심에서 징역15년을 선고받았으나 대법원에서 "직접적인 증거가 없다"는 이유로 파기환송된 사건에서 이철희(32세) 피고인에게 무죄를 선고하면서 보석을 허가했다.[17]

- 서울고등법원 재판장으로 재직하던 1991년 7월에 "은행이 카드 소유자의 신용 상태가 불량하거나 사용한도액 초과 등을 이유로 거래정지했다고 해서 카드거래 계약을 반드시 해지 해야 한다고 볼 수 없다"고 했다.[18]

- 서울고등법원 특별5부 재판장으로 재직하던 1992년 5월 20일에 대신증권이 광명시를 상대로 등록세 등 부과처분 취소소송에서 "본사 건물에서 분리된 대도시 내 다른 지역에 세운전산센터 건물은 법인의 분사무소로 볼 수 없으므로 중과세할 수 없다"고 하면서 " 7억4천여만원의 세금 부과를 취소하라"고 했다.[19] 8월 12일에 "롯데가 토지 취득 후 제2 롯데월드를 건축하기 위한 일련의 절차를 성실히 추진했지만 법령상 제한과 행정당국의 무성의한 업무처리로 행정절차가 지연됐기 때문에 고유목적의 사업에 사용하지 못한데 정당한 사유가 있다"며 "비업무용 부동산으로 판정하여 취득세 128억원을 중과세한 것은 위법하다"고 했다. 제2롯데월드는 2008년 이후 이명박 정부에서 공군의 반대에도 불구하고 활주로를 변경하여 허가를 하였다.[20]